# Rezolucja Rady Bezpieczeństwa ONZ nr 1675
Rezolucja Rady Bezpieczeństwa ONZ nr 1675 została uchwalona 28 kwietnia 2006 podczas 5431. posiedzenia Rady.
Najważniejsze postanowienia:
1. Rada przedłuża mandat Misji ONZ na rzecz Referendum na Saharze Zachodniej (MINURSO) do 31 października 2006.
2. Rada zobowiązuje sekretarza generalnego do przedłożenia raportu na temat sytuacji na tym obszarze przed upływem mandatu Misji.
3. Rada nakazuje, aby sekretarz generalny doprowadził do pełnej implementacji wśród personelu MINURSO polityki "zero tolerancji" dla molestowania i wykorzystywania seksualnego, jaka obowiązuje wszystkich funkcjonariuszy ONZ.